# Stenopogon cazieri
Stenopogon cazieri är en tvåvingeart som beskrevs av Brookman 1941. Stenopogon cazieri ingår i släktet Stenopogon och familjen rovflugor. Inga underarter finns listade i Catalogue of Life.